# فريدي نوروود
فريدي نوروود (بالإنجليزية: Freddie Norwood)‏ مواليد 14 فبراير 1970 في ميزوري، الولايات المتحدة، هو ملاكم أمريكي سابق صنّف ضمن فئة وزن الريشة.

## إحصائيات
خاض خلال مسيرته 48 نزالا، فاز في 43 وتعادل في 1 وخسر في 4. فاز بالضربة القاضية في 23 نزالا.

## روابط خارجية
- فريدي نوروود على موقع بوكس ريك (الإنجليزية) (registration required)